# Allauch
Allauch je naselje in občina v jugovzhodnem francoskem departmaju Bouches-du-Rhône regije Provansa-Alpe-Azurna obala. Leta 2008 je naselje imelo 18.728 prebivalcev.

## Geografija
Kraj leži v pokrajini Provansi 12 km severovzhodno od središča departmaja Marseilla.

## Uprava
Allauch je sedež istoimenskega kantona, v katerega je poleg njegove vključena še občina Plan-de-Cuques z 29.824 prebivalci.
Kanton Allauch je sestavni del okrožja Marseille.

## Pobratena mesta
- Armavir (Armenija),
- Vaterstetten (Bavarska, Nemčija),
- Vico Equense (Kampanija, Italija).